# The Race Against Time
The Race Against Time, in alcune schermate anche The Race Against Time for Sport Aid '88, è un videogioco di avventura dinamica pubblicato nel 1988 per Amstrad CPC, Commodore 64 e ZX Spectrum dalla Codemasters. Prende il nome dalla maratona The Race Against Time ("la corsa contro il tempo") che era prevista per l'11 settembre 1988 nell'ambito di Sport Aid '88, una campagna internazionale di beneficenza per i paesi poveri; la Codemasters dichiarava che i proventi della vendita del videogioco sarebbero stati devoluti a favore della campagna. Il gioco è ispirato al viaggio compiuto dal mezzofondista sudanese Omer Khalifa in occasione dello Sport Aid '86, quando accese una torcia olimpica al campo profughi di El Moweilih in Sudan e andò a correre in diverse capitali europee e infine alla sede dell'ONU.

## Modalità di gioco
Il giocatore controlla Khalifa, con aspetto da tedoforo, e deve esplorare sei aree distinte sui sei continenti. Si inizia al campo profughi in Africa e si attraversano ambienti privi di altre persone, alternando tra paesaggi di campagna e sfondi di monumenti, come il Taj Mahal, il Teatro dell'opera di Sydney e la Torre di Pisa. Ogni continente consiste in un labirinto di schermate con visuale bidimensionale laterale, ed è possibile passare da una schermata all'altra uscendo dai due lati oppure muovendosi trasversalmente nei punti indicati da frecce lampeggianti. Quando si raggiunge il cartello di un aeroporto si può passare a uno qualsiasi degli altri continenti, selezionandolo su un planisfero con un cursore a forma di aeroplano.
Molte schermate sono in piano, ma altre presentano ostacoli o piattaforme rialzate. In alcune schermate è presente l'acqua, sotto forma di pozze, pioggia o zampilli, che va sempre evitata perché spegne la torcia e fa perdere così una vita. Khalifa può correre in orizzontale, saltare e abbassarsi. Può raccogliere e trasportare un solo oggetto alla volta, cosa necessaria per risolvere i vari rompicapi, ad esempio una chiave inglese trovata in Asia permette di chiudere una fontana a Roma, così da poterla attraversare.
L'obiettivo è, in ogni continente, trovare e innalzare la bandiera Change the World e trovare e accendere il braciere di Sport Aid. Si inizia al campo profughi in Africa e l'ultimo braciere raggiungibile è quello in Nordamerica, di fronte al palazzo dell'ONU. Una serie di 12 icone in cima allo schermo si attiva man mano che gli obiettivi vengono raggiunti e un punteggio generale viene dato come percentuale. Si ha un tempo a disposizione di 5 minuti reali, che può essere aumentato trovando e raccogliendo le clessidre.
Il tema musicale, presente solo nella schermata dei titoli, è Games Without Frontiers di Peter Gabriel, convertito per computer da David Whittaker.